# Neil Johnston
Donald Neil Johnston (Chillicothe, Ohio, 4 de febrero de 1929-Irving, Texas, 28 de septiembre de 1978) fue un jugador de baloncesto de la NBA.

## Carrera

### Universidad
Antes de jugar en la NBA, Johnston asistió a la Universidad de Ohio State, donde destacó en baloncesto y béisbol.

### Profesional
Johnston jugó 8 temporadas en la NBA, desde 1951 hasta 1959. Lideró la liga en anotación en tres temporadas consecutivas (1952-53, 1953-54 y 1954-55). En esta última, también fue el máximo reboteador. Johnston pasó toda su carrera en Philadelphia Warriors, ganando en 1956 el anillo de campeón y disputando 6 All-Star Game. Además, fue seleccionado en el mejor quinteto de la liga en cuatro ocasiones, y una en el segundo mejor. Finalizó su carrera en la liga promediando 23.2 puntos y 11.3 rebotes por partido. Ingresó en el Basketball Hall of Fame en 1990.

### Entrenador
Tras su carrera como jugador, fue entrenador de los Warriors durante dos temporadas y por lo tanto de Wilt Chamberlain en sus primeros años en la NBA.

## Estadísticas de su carrera en la NBA
|  | Denota temporadas en las que ganó un campeonato de la NBA |
|  | Líder de la liga                                          |

### Temporada regular
| Año      | Equipo       | PJ  | MPP   | TC%   | TL%  | RPP  | APP | PPP   |
| -------- | ------------ | --- | ----- | ----- | ---- | ---- | --- | ----- |
| 1951–52  | Philadelphia | 64  | 15.5  | 472   | .662 | 5.3  | 0.6 | 6.0   |
| 1952–53  | Philadelphia | 70  | 45.2* | .452* | .700 | 13.9 | 2.8 | 22.3* |
| 1953–54  | Philadelphia | 72  | 45.8* | .449  | .747 | 11.1 | 2.8 | 24.4* |
| 1954–55  | Philadelphia | 72  | 40.5  | .440  | .766 | 15.1 | 3.0 | 22.7* |
| 1955–56† | Philadelphia | 70  | 37.1  | .457* | .801 | 12.5 | 3.2 | 22.1  |
| 1956–57  | Philadelphia | 69  | 36.7  | .447* | .826 | 12.4 | 2.9 | 22.8  |
| 1957–58  | Philadelphia | 71  | 33.9  | .429  | .819 | 11.1 | 2.3 | 19.5  |
| 1958–59  | Philadelphia | 28  | 14.0  | .329  | .784 | 5.0  | 0.8 | 6.3   |
| Total    | Total        | 516 | 35.5  | .444  | .768 | 11.3 | 2.5 | 19.4  |
| All-Star | All-Star     | 6   | 22.0  | .429  | .696 | 8.6  | 1.0 | 11.7  |

### Playoffs
| Año   | Equipo       | PJ | MPP   | TC%  | TL%  | RPP  | APP | PPP  |
| ----- | ------------ | -- | ----- | ---- | ---- | ---- | --- | ---- |
| 1952  | Philadelphia | 3  | 10.7  | .500 | .750 | 3.3  | 0.3 | 5.3  |
| 1956† | Philadelphia | 10 | 39.7  | .408 | .707 | 14.3 | 5.1 | 20.3 |
| 1957  | Philadelphia | 2  | 42.0  | .321 | .667 | 17.5 | 4.5 | 19.0 |
| 1958  | Philadelphia | 8  | 23.96 | .385 | .818 | 8.6  | 1.8 | 10.9 |
| Total | Total        | 23 | 30.5  | .390 | .734 | 11.2 | 3.3 | 15.0 |

## Vida personal
El 28 de septiembre de 1978, Johnston murió de un ataque cardíaco a los 49 años mientras jugaba baloncesto con su hijo, Scott, en Bedford, Texas.